# Fernand Oubradous
Fernand Oubradous (12. února 1903 Paříž – 6. ledna 1986 tamtéž) byl francouzský hráč na fagot, hudební skladatel a pedagog.

## Život
Byl synem fagotisty u nějž získal základní hudební vzdělání. V roce 1916 vstoupil na pařížskou konzervatoř, kde studoval teorii u Paula Rougnona, klavír u Isidora Philippa a hru na fagot u svého otce. Kromě toho studoval soukromě harmonii, kontrapunkt, skladbu a dirigování u André Blocha, Jeana Gallona, Julese Mazeliera a Philippe Gauberta. Absolvoval v roce 1922 s vyznamenáním.
V letech 1925 a 1930, hudebním ředitelem divadla l'Atelier, à Paris. V roce 1927 založil spolu s Myrtilem Morelem a Pierre Lefebvrem Trio d'anches de Paris ve složení hoboj, klarinet a fagot. Zvuk tohoto seskupení zaujal mnoho současných skladatelů, krteří mu věnovali svá díla. Byli mezi nimi i Jacques Ibert, Darius Milhaud, Albert Roussel, Florent Schmitt a Bohuslav Martinů.
Kromě komorní hudby působil i jako hudebník v několika orchestrech. V roce 1934 se podílel na založení l'Orchestre national, působil v orchestru Pařížské opery (1935–1953) a v orchestru konzervatoře Société des concerts du Conservatoire.
V letech 1944–1969 vyučoval komorní hudbu na pařížské konzervatoři a vedle toho v letech 1954-1958 i na Mozarteu v Salcburku. Od roku 1944 do roku 1979 byl šéfdirigentem Association des Concerts de Chambre de Paris. V roce 1959 založil Letní hudební akademii v Nice (Académie Internationale d'été de Nice), jejímž prezidentem byl až do své smrti.

## Vyznamenání
Za svou činnost získal řadu ocenění a vyznamenání. Stal se důstojníkem Řádu umění a literatury (Ordre des Arts et des Lettres), důstojníkem Národního řádu za zásluhy o Francii (Ordre national du Mérite) a důstojníkem Řádu čestné legie. Za své nahrávky fagotových koncertů Carla Marii von Webera a Wolfganga Amadea Mozarta obdržel v letech 1938 a 1939 Grand Prix du disque.

## Dílo
Zkomponoval řadu skladeb pro dechové soubory v různých sestavách, komorní skladby pro flétnu, harfu a violoncello a předehru pro orchestr. Proslulá a často uváděná je jeho instrumentace Bachovy Hudební obětiny. Rovněž vydal sbírku klasické a současné francouzské hudby. Populární je také jeho škola hry na fagot.